# Jens Rohde
Jens Rohde, né le 18 avril 1970 à Holstebro, est un homme politique danois membre de Venstre jusqu'en 2015, puis de Radikale Venstre de 2015 à 2021 et des Chrétiens démocrates de 2021 à 2022.

## Biographie
Jens Rohde travaille dès ses 14 ans comme programmateur pour Radio Viborg, une activité qu'il poursuit en parallèle de ses études et activités professionnelles jusqu'en 1997. Il est diplômé en sciences politiques à l'université d'Aarhus en 1995. Il devient alors notamment critique musical pour un journal local.
Engagé au sein du parti Venstre, il est élu député au Folketing lors des élections législatives de mars 1998. Il est réélu pour un deuxième et un troisième mandat lors des élections de 2001 et de 2005,. Durant son mandat parlementaire, il est notamment le porte-parole politique de son groupe. En parallèle, il est également critique de télévision pour le tabloïd Ekstra Bladet entre 1999 et 2003, et conseiller municipal de Viborg de 2001 à 2005.
En septembre 2006, il devient le directeur de la chaîne de radio achetée par le groupe TV 2 Danmark, et quitte alors le Folketing et la politique. Il est limogé en novembre 2007 en raison de doutes sur sa neutralité, après qu'il ait participé à un article d'Ekstra Bladet sur le député social-démocrate Henrik Sass Larsen.
Il fait son retour en politique en annonçant en août 2008 son intention de se présenter aux élections européennes de 2009. Il est alors formellement désigné tête de liste pour Venstre. Sa liste remporte 20,3 % des suffrages et 3 sièges lors du scrutin du 7 juin 2009, et il devient alors député européen. Après le scrutin, il siège au sein de la commission de l'industrie, de la recherche et de l'énergie du Parlement européen, dont il est le vice-président.
En janvier 2013, il se déclare candidat à un nouveau mandat lors des élections européennes de 2014, sans toutefois être tête de liste de son parti. Il est réélu lors du scrutin du 25 mai 2014 sur la liste menée par Ulla Tørnæs, malgré la perte d'un siège par Venstre. Lors de son second mandat, il est membre de la commission de l'agriculture et du développement rural.
En décembre 2015, il annonce quitter Venstre et rejoindre le Parti social-libéral danois pour des divergences d'opinion, en particulier sur les questions d'asile et de migration.
En mai 2018, il annonce son intention de revenir au Folketing à l'occasion des prochaines élections législatives. Lors du scrutin de juin 2019, il est de nouveau élu député, cette fois-ci sous les couleurs du Parti social-libéral. Après le scrutin, il devient vice-président du Folketing.
Le 7 octobre 2020, après que Morten Østergaard ait démissionné de son poste de leader de Radikale Venstre, il soutient la candidature Martin Lidegaard, finalement battu par Sofie Carsten Nielsen lors du vote du groupe parlementaire pour élire le successeur d'Østergaard. En janvier 2021, il quitte le parti dont il critique la ligne politique, renonçant ainsi à son poste de vice-président du Folketing et commençant alors à siéger comme indépendant au Folketing. Il rejoint les Chrétiens démocrates en avril, et devient alors le seul député du parti. En mai 2022, il annonce qu'il ne sera pas candidat à sa réélection aux prochaines élections législatives. Il quitte les Chrétiens démocrates en août.
En mars 2023, il devient directeur du Europæiske Folkemøde de la ville de Mariagerfjord, un événement public dédié à la sensibilisation et au débat autour des enjeux européens.